# Landri de Mont
Landri de Mont († 10. April 1237), auch bekannt unter dem Namen Landrich von Mont, war von 1205/06 bis 1237 Bischof von Sitten.

## Leben und Karriere
Landri entstammte einer waadtländischen Adelsfamilie, die ihren Stammsitz in Mont-le-Grand hatte. Sein Vater Louis gilt als Gründer der Kartause Oujon in Arzier. Landri wurde 1205 oder 1206 zum Bischof von Sitten gewählt. 1217 erliess er das erste Sittener Stadtrecht, nahm 1215 am 4. Laterankonzil teil und berief 1219 eine Diözesansynode ein. Landri liess 1219 die Burg La Soie in Savièse und 1232 die Burg La Bâtiaz in Martigny errichten. Mit der Abtei Saint-Maurice einigte er sich 1215 über die Rechtsprechung in mehreren Gemeinden der Waadt. 1224 und 1233 musste der Bischof in Verträgen mit Savoyen dessen Vorrangstellung im Unterwallis anerkennen. Er bat 1236 Papst Gregor IX. aus Altersgründen um die Entbindung von seinen Amtspflichten, jedoch wurde bis zu seinem Tod kein Nachfolger gewählt.